# イラン・スタバンス

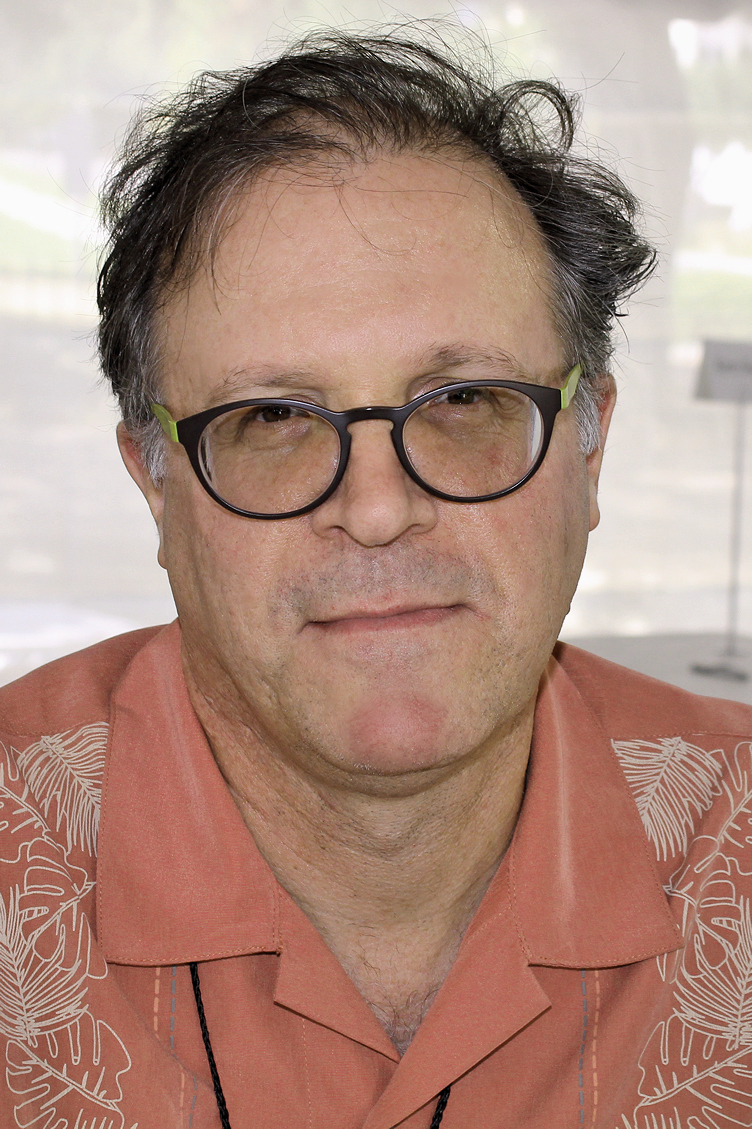
イラン・スタバンス

イラン・スタバンス（Ilan Stavans, 1961年 - ）は、メキシコ系アメリカ人のエッセイスト、文化評論家、言語学者、辞典編纂者、翻訳家、教育者。
社会言語学者としては、スパングリッシュ研究の権威として知られる。
短篇小説の作家としてキャリアをスタートさせ、批評家やアンソロジストとしても活動。

## 来歴
1961年、メキシコのメキシコシティで東欧系ユダヤ人家庭にIlan Stavchansky Slomianski（イラン・スタヴチャンスキ・スロミアンスキ）として生まれ、複数言語が飛び交う家庭環境で育った。
父親は、メキシコの昼ドラの人気スターだった。
1985年、24歳の頃にユダヤ教の神学を学ぶためにアメリカ合衆国ニューヨークへ移住。
1990年、コロンビア大学でラテンアメリカ文学の博士号を取得。
1993年からアマースト大学で教鞭を執る。また、コロンビア大学他複数の大学でも教えている。
2000年9月、ラロ・アルカラスとの共著「Latino USA: A Cartoon History」出版。
2003年9月、「Spanglish: The Making of a New American Language」出版。
2014年7月、ラロ・アルカラスとの共著「A Most Imperfect Union: A Contrarian History of the United States」出版。

## 仕事
ここの項目の主要ソース：
井村俊義によれば、「ヒスパニックの出自をもちユダヤ教の教育を受けたスタバンスにはすでに膨大な著作があるが､大別するとヒスパニックに関するものとユダヤに関するものに分けることができる｡」（井村「時空間の境界線を越えるための歴史/地理哲学：ユダヤ人とチカーノの事例から」『20世紀ディアスポラ・ユダヤ人のアイデンティ』20世紀ディアスポラ研究会（2003））

### ラロ・アルカラスとの共著
- Latino USA: A Cartoon History (2000)[1] ISBN 978-0-46508-221-6
- A Most Imperfect Union: A Contrarian History of the United States (2014)[1] ISBN 978-0-46503-669-1

### スパングリッシュ
- Spanglish: The Making of a New American Language (2003)[2] ISBN 978-0-06008-776-0

### 自叙伝
- On Borrowed Words: A Memoir of Language (2001) ISBN 978-0-67087-763-8
- Dictionary Days: A Defining Passion (2005) ISBN 978-1-55597-419-0

### 編集責任者本
- Latin Music: Musicians, Genres, and Themes (2014) ISBN 978-0-31334-395-7